# Ericthonius macrodactylus
Ericthonius macrodactylus är en kräftdjursart. Ericthonius macrodactylus ingår i släktet Ericthonius och familjen Ischyroceridae. Inga underarter finns listade i Catalogue of Life.